# Humboldt (Iowa)
Humboldt è una città degli Stati Uniti d'America, situata nello Stato dell'Iowa, nella Contea di Humboldt.
Qui nacque il wrestler Frank Gotch.